# Pfarrhaus (Otterswang)

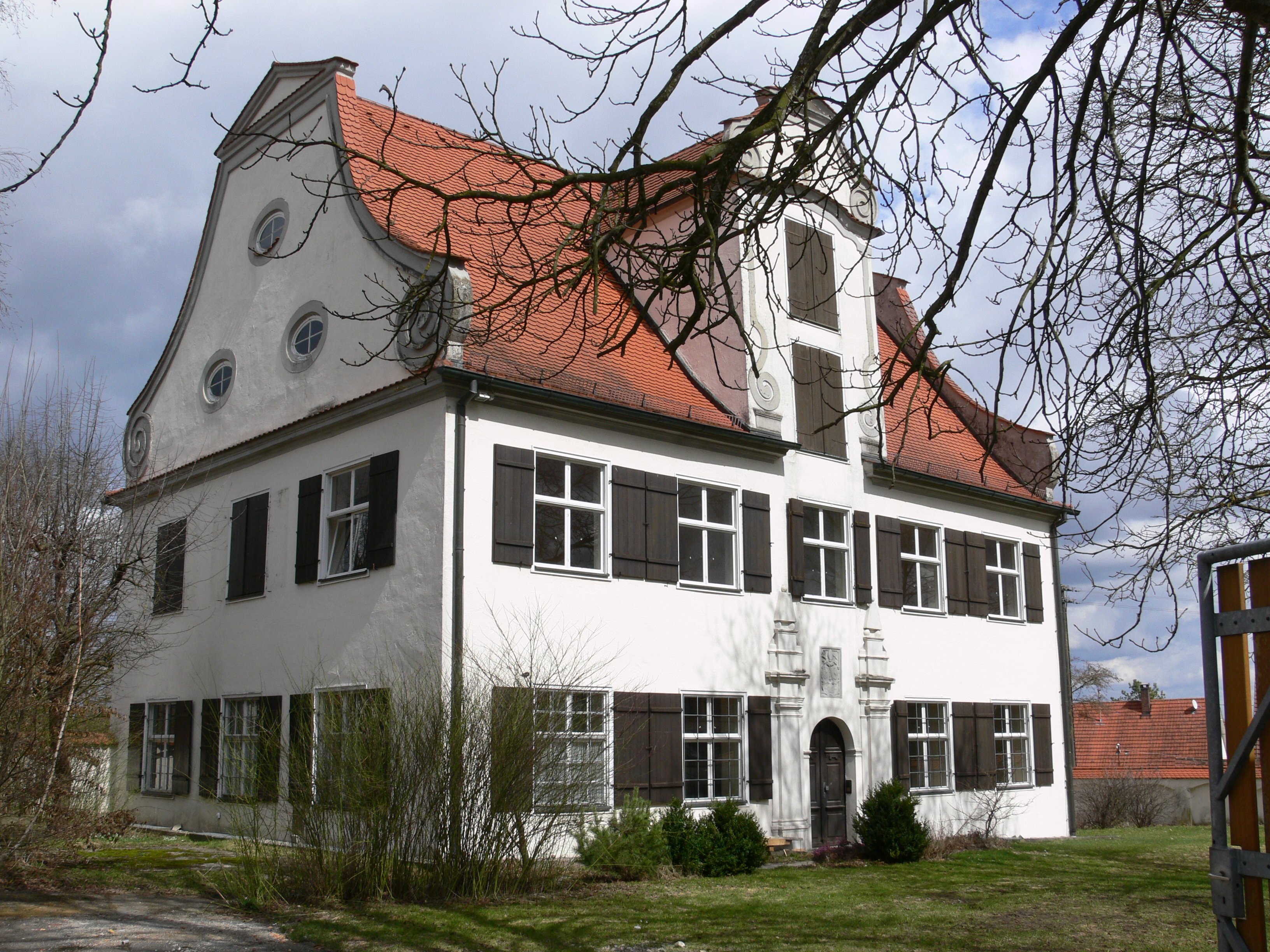
Pfarrhaus in Otterswang

Das Pfarrhaus in Otterswang, einem Ortsteil der Stadt Bad Schussenried im Landkreis Biberach in Oberschwaben, wurde 1719 errichtet. Das katholische Pfarrhaus am Jakob-Emele-Platz 4 ist ein geschütztes Kulturdenkmal.
Der zweigeschossige Steinbau mit Volutengiebeln wurde von Michael Mohr unter dem Abt des Klosters Schussenried Innocenz Schmid, dessen Wappen über dem Eingang angebracht ist, errichtet. Die reiche Innenausstattung ist erhalten.